# Pupila de Argyll Robertson
Pupilas de Argyll Robertson são pupilas bilateralmente pequenas que se contraem quando o paciente foca em um objeto próximo, mas não se contraem quando expostas ao brilho da luz (não reagindo à luz). Ou seja, a pupila perde o reflexo fotomotor, mas mantém o reflexo de acomodação. Está relacionada com a tabes dorsalis, uma complicação neurológica da sífilis.